# Saint-Julien-du-Pinet
Saint-Julien-du-Pinet é uma comuna francesa na região administrativa de Auvérnia-Ródano-Alpes, no departamento de Alto Loire. Estende-se por uma área de 17,71 km². Em 2010 a comuna tinha 491 habitantes (densidade: 27,7 hab./km²).